# 가브로보주

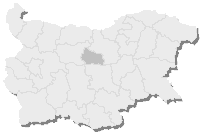
가브로보 주의 위치

가브로보주(불가리아어: Област Габрово)는 불가리아 중부에 위치한 주로, 주도는 가브로보이며 면적은 2,023km2, 인구는 137,461명, 자동차 번호는 EB이다.
북쪽과 북동쪽, 동쪽으로는 벨리코터르노보 주, 남동쪽과 남쪽으로는 스타라자고라 주, 남서쪽으로는 플로브디프 주, 서쪽과 북서쪽으로는 로베치 주와 접하며 4개 시를 관할한다.

## 인구
| 연도                      | 인구    | ±%     |
| ------------------------- | ------- | ------ |
| 1946                      | 151,209 | —      |
| 1956                      | 154,864 | +2.4%  |
| 1965                      | 168,629 | +8.9%  |
| 1975                      | 175,933 | +4.3%  |
| 1985                      | 174,681 | −0.7%  |
| 1992                      | 161,987 | −7.3%  |
| 2001                      | 144,125 | −11.0% |
| 2011                      | 122,702 | −14.9% |
| 2021                      | 98,387  | −19.8% |
| 출처: pop-stat.mashke.org |         |        |

## 같이 보기
- 불가리아의 주